# Арка Тита (Большой Цирк)
Арка Тита (лат. Archs Titus) — наименее известная арка, воздвигнутая сенатом в восточной части Большого Цирка в 81 году.
Она была построена в честь Тита и его захвата Иерусалима в Иудейскую войну. До нашего времени следов арки почти не осталось.